# 抚顺特殊钢股份
抚顺特殊钢股份有限公司（上交所：600399，简称：抚顺特钢）是一間中華人民共和國上市公司，總部位於遼寧省抚顺市，於上海證券交易所上市。董事為董事長、張曉軍為總經理。

## 歷史沿革
1937年，南满铁道株式会社抚顺炭矿制铁试验工场在偽滿洲國成立，用满铁中央试验所试验成功的特殊方法生产海绵铁和特殊钢。1946年第二次世界大戰結束後，國民政府將钢廠改名為抚顺制钢厂。中華人民共和國成立後，改名為抚顺钢厂。 1995年改制成立抚顺特殊钢（集团)）有限责任公司，簡稱撫鋼集團，由撫順市國有資產監督管理委員會管理，並建立多間實業子公司。 1997年成為512家重點國有企業之一。
1999年钢廠資產注入子公司抚顺特殊钢股份有限公司（撫順特鋼），並於上交所上市。
2003年撫鋼集團將手持大部分抚顺特钢股權(56.62%)轉歸遼寧特钢作為注冊資本，並保留少部分股權(19.67%)作為第二大股東；同時撫鋼集團成為遼寧特钢股東之一(26.53%)。2004年北满特钢被注入遼寧特钢，遼寧特钢更名為東北特钢。
2010年12月30日撫鋼集團破產，其持有的抚顺特钢少數權益(13.11%)改屬東北特钢擁有，東北特钢重新擁有過半股權(57.07%)。但由於東北特钢經營困難，多次出售抚顺特钢套現，同時撫順特鋼非公開發行新股增資；東北特钢現(2015年年底)持有38.58%權益，仍為第一大股東。
2016年3月，東北特钢董事長兼黨委書記、抚顺特钢董事長楊華上弔自殺，其後東北特钢多次債務違約。2016年9月，撫順特鋼向投資者透露，供應產品於製造中國航空母艦。

## 外部連結
- 撫順特鋼 （页面存档备份，存于）